# Alexander Büttner
Alexander Büttner (Doetinchem, Países Bajos, 11 de febrero de 1989) es un futbolista neerlandés que juega de defensa en el S. B. V. Vitesse de la Eerste Divisie.

## Carrera

### Vitesse
Su primer gol de la temporada 2007-08 fue en un partido en casa contra FC Volendam, en el que 3-1 ganó el SBV Vitesse de la Eredivisie
El 6 de julio de 2012, Vitesse acordó una tarifa con Southampton sobre la transferencia de Büttner a la Premier League club, sujeto a un médico. La medida propuesta a Southampton fue detenida posteriormente debido a un reclamo de un porcentaje de la cuota de transferencia.

### Manchester United
El 21 de agosto de 2012, Büttner firmó un contrato de cinco años con Manchester United. Usa la casaquilla 28. Büttner hizo su debut en la liga el 15 de septiembre, hizo la asistencia al segundo gol y anotó el tercer gol, en la victoria por 4-0 contra el Wigan Athletic. Debido a su gran actuación, fue elegido como el jugador del partido. El 23 de octubre, hizo su debut en una competición europea con victoria en casa por 3-2 sobre Braga en la UEFA Champions League. El 12 de mayo levanta el trófeo de campeón de la Premier League.

## Selección nacional
Büttner ha representado a Países Bajos en la sub-20.
El 7 de mayo de 2012, Büttner fue nombrado en la lista provisional de 36 jugadores para la Eurocopa 2012 por el seleccionador Bert van Marwijk.

## Estadísticas
| Competición                  | Partidos | Goles | Asistencias | Amarillas | Minutos |
| ---------------------------- | -------- | ----- | ----------- | --------- | ------- |
| Eredivisie                   | 189      | 15    | 26          | 882       | 13.223  |
| Keuken Kampioen Divisie      | 93       | 13    | 19          | 598       | 7.772   |
| Premier Liga (Rusia)         | 20       | 0     | 0           | 0         | 1.448   |
| KNVB Beker                   | 16       | 0     | 1           | 0         | 1.155   |
| Major League Soccer          | 15       | 0     | 3           | 0         | 1.083   |
| UEFA Europa League           | 14       | 0     | 0           | 0         | 1.069   |
| Premier League               | 13       | 2     | 1           | 441       | 882     |
| Play-Offs Conference League  | 11       | 0     | 4           | 0         | 876     |
| Clasificación UEL            | 8        | 1     | 1           | 675       | 675     |
| Jupiler Pro League (Bélgica) | 6        | 1     | 2           | 451       | 451     |
| UEFA Champions League        | 6        | 0     | 0           | 0         | 452     |
| Tweede Divisie               | 7        | 3     | 3           | 183       | 550     |
| EFL Cup                      | 5        | 0     | 0           | 0         | 396     |
| FA Cup                       | 4        | 0     | 1           | 0         | 360     |
| Otras competiciones menores  | 29       | 3     | 6           | 1.711     | —       |
| Total                        | 434      | 38    | 66          | 854       | 32.457  |

Actualizado a julio de 2025 según Transfermarkt.

### Clubes
Actualizado al último partido jugado el 14 de mayo de 2017.
| Club | Div.          | Temporada     | Liga(2) | Liga(2) | Liga(2) | Copas nacionales(3) | Copas nacionales(3) | Copas nacionales(3) | Torneos continentales(4) | Torneos continentales(4) | Torneos continentales(4) | Otras competencias(5) | Otras competencias(5) | Otras competencias(5) | Total | Total | Total  |
| Club | Div.          | Temporada     | Part.   | Goles   | Asist.  | Part.               | Goles               | Asist.              | Part.                    | Goles                    | Asist.                   | Part.                 | Goles                 | Asist.                | Part. | Goles | Asist. |
| --- | ------------- | ------------- | ------- | ------- | ------- | ------------------- | ------------------- | ------------------- | ------------------------ | ------------------------ | ------------------------ | --------------------- | --------------------- | --------------------- | ----- | ----- | ------ |
| Vitesse Arnhem · Países Bajos | 1.ª           | 2007-08       | 1       | 0       | 0       | 0                   | 0                   | 0                   | -                        | -                        | -                        | -                     | -                     | -                     | 1     | 0     | 0      |
| Vitesse Arnhem · Países Bajos | 1.ª           | 2008-09       | 23      | 3       | 1       | 2                   | 0                   | 0                   | -                        | -                        | -                        | -                     | -                     | -                     | 25    | 3     | 1      |
| Vitesse Arnhem · Países Bajos | 1.ª           | 2009-10       | 27      | 2       | 3       | 2                   | 0                   | 0                   | -                        | -                        | -                        | -                     | -                     | -                     | 29    | 2     | 3      |
| Vitesse Arnhem · Países Bajos | 1.ª           | 2010-11       | 24      | 0       | 1       | 1                   | 0                   | 0                   | -                        | -                        | -                        | -                     | -                     | -                     | 25    | 0     | 1      |
| Vitesse Arnhem · Países Bajos | 1.ª           | 2011-12       | 32      | 5       | 4       | 4                   | 0                   | 0                   | -                        | -                        | -                        | 3                     | 0                     | 1                     | 39    | 5     | 5      |
| Vitesse Arnhem · Países Bajos | Total club    | Total club    | 107     | 10      | 9       | 9                   | 0                   | 0                   | -                        | -                        | -                        | 3                     | 0                     | 1                     | 119   | 10    | 10     |
| Manchester United Inglaterra | 1.ª           | 2012-13       | 5       | 2       | 1       | 5                   | 0                   | 0                   | 3                        | 0                        | 0                        | -                     | -                     | -                     | 13    | 2     | 1      |
| Manchester United Inglaterra | 1.ª           | 2013-14       | 8       | 0       | 0       | 4                   | 0                   | 2                   | 3                        | 0                        | 0                        | -                     | -                     | -                     | 15    | 0     | 2      |
| Manchester United Inglaterra | Total club    | Total club    | 13      | 2       | 1       | 9                   | 0                   | 2                   | 6                        | 0                        | 0                        | -                     | -                     | -                     | 28    | 2     | 3      |
| FC Dinamo Moscú · Rusia | 1.ª           | 2014-15       | 19      | 0       | 0       | 0                   | 0                   | 0                   | 12                       | 1                        | 0                        | -                     | -                     | -                     | 31    | 1     | 0      |
| FC Dinamo Moscú · Rusia | 1.ª           | 2015-16       | 1       | 0       | 0       | 0                   | 0                   | 0                   | -                        | -                        | -                        | -                     | -                     | -                     | 1     | 0     | 0      |
| FC Dinamo Moscú · Rusia | Total club    | Total club    | 20      | 0       | 0       | 0                   | 0                   | 0                   | 12                       | 1                        | 0                        | -                     | -                     | -                     | 32    | 1     | 0      |
| R. S. C. Anderlecht · Bélgica | 1.ª           | 2015-16       | 14      | 1       | 3       | 0                   | 0                   | 0                   | 2                        | 0                        | 0                        | -                     | -                     | -                     | 16    | 1     | 3      |
| R. S. C. Anderlecht · Bélgica | Total club    | Total club    | 14      | 1       | 3       | 0                   | 0                   | 0                   | 2                        | 0                        | 0                        | -                     | -                     | -                     | 16    | 1     | 3      |
| FC Dinamo Moscú · Rusia | 2.ª           | 2016-17       | 4       | 0       | 1       | 1                   | 0                   | 0                   | -                        | -                        | -                        | -                     | -                     | -                     | 5     | 0     | 1      |
| FC Dinamo Moscú · Rusia | Total club    | Total club    | 4       | 0       | 1       | 1                   | 0                   | 0                   | -                        | -                        | -                        | -                     | -                     | -                     | 5     | 0     | 1      |
| Vitesse Arnhem · Países Bajos | 1.ª           | 2016-17       | 10      | 0       | 1       | 1                   | 0                   | 0                   | -                        | -                        | -                        | -                     | -                     | -                     | 11    | 0     | 1      |
| Vitesse Arnhem · Países Bajos | Total club    | Total club    | 10      | 0       | 1       | 1                   | 0                   | 0                   | -                        | -                        | -                        | -                     | -                     | -                     | 11    | 0     | 1      |
| Total carrera | Total carrera | Total carrera | 168     | 13      | 15      | 20                  | 0                   | 2                   | 20                       | 1                        | 0                        | 3                     | 0                     | 1                     | 211   | 14    | 18     |
| (2)Eredivisie (2007-12 / 2016-Act.), Premier League (2012-14), Liga Premier de Rusia (2014-17), Primera División de Bélgica (2015-16). (3)Copa de los Países Bajos (2007-12 / 2016-Act.), FA Cup (2012-14), Copa de la Liga (Inglaterra) (2012-14), Copa de Rusia (2014-17), Copa de Bélgica (2015-16). (4)Liga de Campeones de la UEFA (2012-14), Liga Europa de la UEFA (2014-16). (5)Play-offs para ingresar a la Liga Europa de la UEFA. |               |               |         |         |         |                     |                     |                     |                          |                          |                          |                       |                       |                       |       |       |        |

## Palmarés

### Campeonatos nacionales
| Título                   | Club                    | País         | Año     |
| ------------------------ | ----------------------- | ------------ | ------- |
| Premier League           | Manchester United F. C. | Inglaterra   | 2012-13 |
| Copa de los Países Bajos | S. B. V. Vitesse        | Países Bajos | 2016-17 |